# أفرو تيوتر
طائرة أفرو تيوتر (المدرب)، أو ما يعرف بطراز621  هي طائرة تدريب برطانية ذو مقعدين ومحرك شعاعيبجناحين ذات سطحين من فترة ما بين الحربين. كانت بسيطة ولكنها قوية البنية. تم استخدامها من قبل سلاح الجو الملكي وكذلك العديد من القوات الجوية في جميع أنحاء العالم.

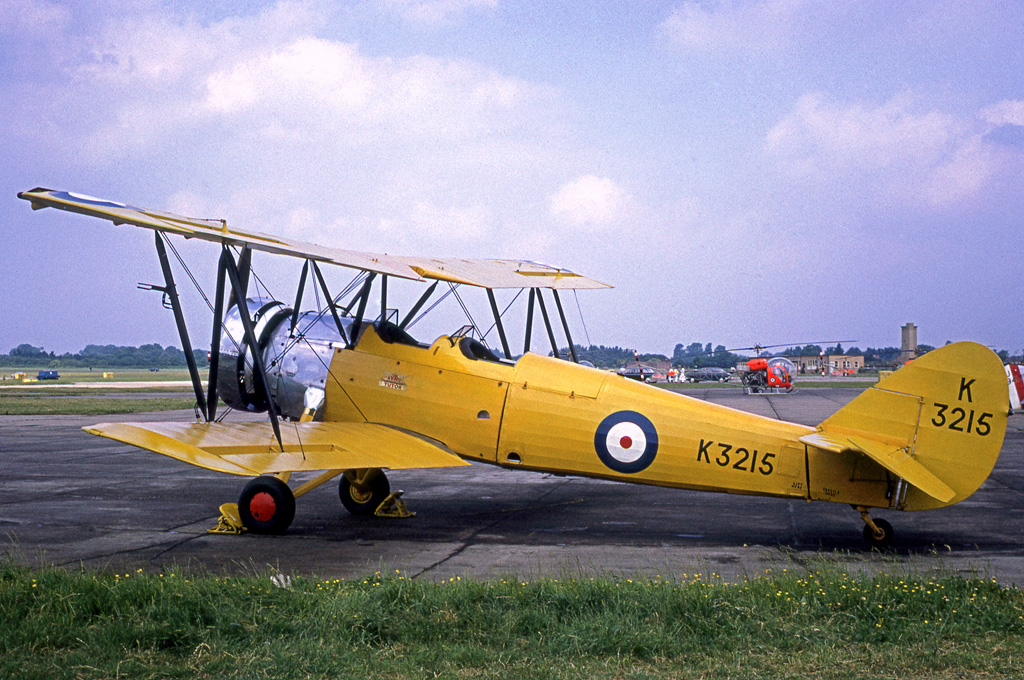
الطراز الوحيد الذي ما زال يستعمل مطلي بلون التدريب اأصفر المعتمد سلاح الجو الملكي البريطاني في عام 1968

## اشكال مختلفة
- أفرو 621 المدرب (النمس): بمقعدين اثنين، طائرات التدريب الابتدائية.
- أفرو 621 المعلم (الوشق بالطاقة): بمقعدين اثنين، طائرات التدريب
- أفرو 621 المعلم الثاني: معدلة بقمرتين.
- أفرو 621 نسخة المسح: بني ثلاث نسخات وخدمت في تنجانيقا.
- أفرو 646 سي تيوتر: : طائرة مائية بمقعدين.

## المشغلون
- القوات الجوية التشيكوسلوفاكية من الطيارين تشغيل واحد على الأقل الطائرات في 310 سرب مقاتلات سلاح الجو الملكي البريطاني.[3]
- القوات البحرية الملكية الدنماركية تعمل خمس طائرات.
- سلاح الجو الملكي الكندي تعمل ست طائرات.[4]
- القوة الجوية القومية الصينية (Kwangsi القوات الجوية ) تعمل خمس طائرات.
- القوة الجوية العراقية تعمل ثلاث طائرات.
- الأيرلندية سلاح الجو تعمل ثلاث طائرات.
- اليونانية القوة الجوية تعمل حوالي 90 طائرة.
- الجو البولندي تلقى اثنين من الطائرات.
- جنوب أفريقيا القوة الجوية تعمل 60 طائرة.
- سلاح الجو الملكي تلقى 417 الطائرات.
- البحرية الملكية الأسطول الجوي ذراع

## وصلات خارجية
- مجموعة شتلوورث كوليكشن، أفرو المعلم التفاصيل